# 高月城
高月城（たかつきじょう）は、東京都八王子市高月町にあった戦国時代初期の日本の城（山城）。

## 概要
多摩川と秋川の合流点近くで、加住丘陵を利用した天然の要害である。曲輪、堀切、土塁などの遺構が残る。1458年（長禄2年）山内上杉氏の重臣で武蔵国の守護代大石顕重（大石信重の玄孫）が築城し、二宮（現在のあきる野市）から移った、とされている。
中田正光氏の論によると『廻国雑記』に 「前庭に高閣あり、矢倉などを相かねて侍けるにや、遠景すぐれて数千里の江山眼の前に盡ぬとおもおゆ」という記述が高月城を指すものとしているが確証はない。また、大石氏が高月城城主である旨の記述のある大石氏系図については他研究者から信憑性についての指摘がなされており、高月城と大石氏を直接結ぶ確かな史料は確認されていない。

## 観光

### アクセス
- JR五日市線・八高線・青梅線・西武拝島線 拝島駅よりバス15分